# 멍고 파크

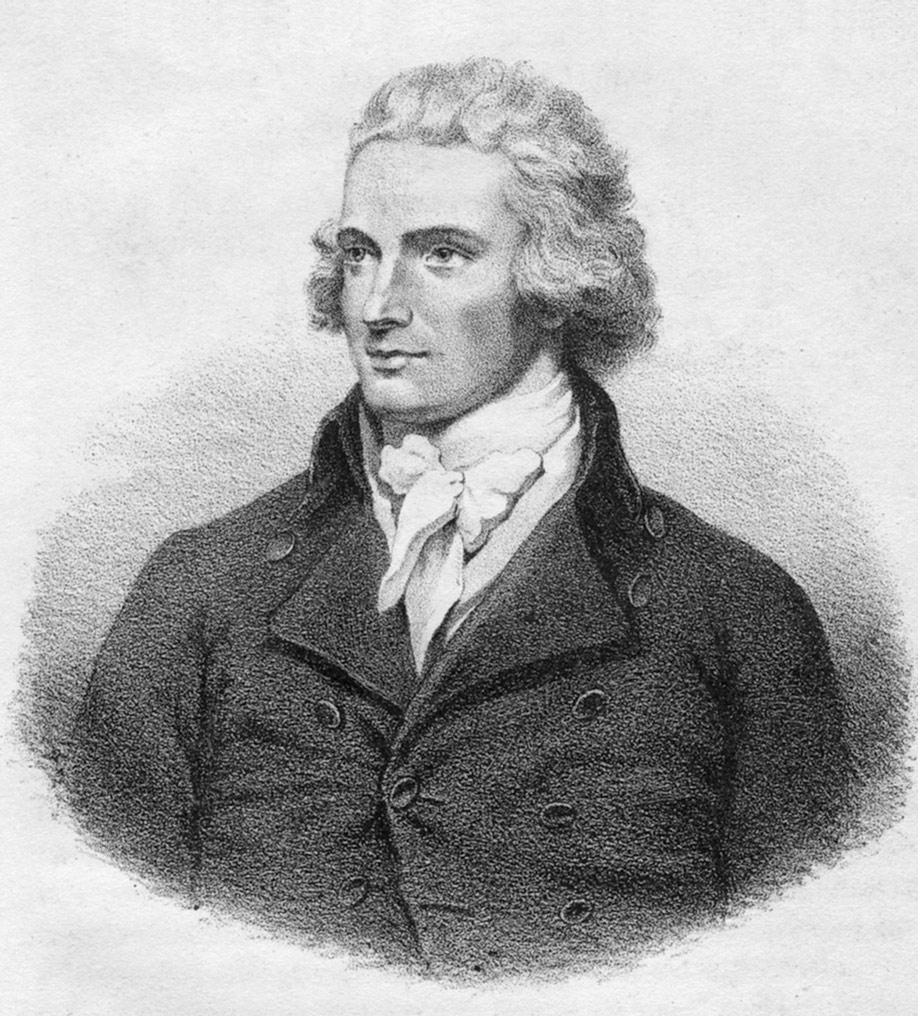

멍고 파크(Mungo Park, 1771년 9월 11일 ~ 1806년)는 스코틀랜드 출신의 서아프리카 탐험가였다. 1796년경 니제르강 상류를 탐험한 후 그는 '아프리카 내륙 지역 기행'(Travels in the Interior Districts of Africa)이라는 인기 있고 영향력 있는 여행기를 집필하였다. 이 책에서 그는 니제르강과 콩고강이 같은 강으로 합류할 것이라는 이론을 세웠는데 나중에 이들은 서로 다른 강이었음이 밝혀졌다. 그는 1806년 두 번째 탐험 중에 니제르강을 따라 약 3분의 2를 성공적으로 여행하다가 원주민들에게 살해되었다.
아프리카 협회(African Association)를 아프리카 탐험 시대의 시작이라고 한다면 멍고 파크는 그 최초의 성공적인 탐험가였고, 뒤를 이은 모든 사람들을 위한 표준을 세웠다. 파크는 니제르강 중부의 여행 기록을 남긴 최초의 서양인이었고 그의 인기 있는 책을 통해 대중에게 광대한 미지의 대륙을 소개하여 미래의 유럽 탐험가와 아프리카 식민지 야망에 영향을 주었다.

## 같이 보기
- 의사 작가